# حي الصيادين (المهرة)
حي الصيادين هو أحد أحياء مدينة سيحوت بمحافظة المهرة اليمنية، بلغ تعداد سكانه 1044 نسمة حسب التعداد السكاني في اليمن لعام 2004.